# Léo Áquilla
Leonora Mendes de Lima (Teófilo Otoni, 6 de septiembre de 1970), más conocida como Léo Áquilla, es una periodista, youtuber, cantante y política brasileña. En televisión se dio a conocer principalmente por su participación en programas como Noite Afora, A Fazenda 5 y A Tarde É Sua. También fue candidata a diputada estadual en tres elecciones (2006, 2010 y 2014), pero no obtuvo suficientes votos para ser elegida. En 2020, Áquilla dejó la televisión para convertirse en coordinadora de la oficina del concejal Thammy Miranda.

## Biografía
Nacida como Jadson Mendes de Lima, Léo nació en una familia humilde en el pueblo minero de Teófilo Otoni, pero la familia se mudó a São Paulo durante su infancia, en busca de una vida mejor.

### Vida personal
Léo Áquilla se declaró homosexual al final de su adolescencia, enfrentándose a muchos prejuicios, pero todavía no se sentía completamente feliz y no sabía por qué. En esta época comenzó a actuar como drag queen, para lograr la independencia económica y salir de casa. Comenzó a ganar dinero bailando y cantando en clubes nocturnos de São Paulo. Un día habló con su mejor amiga de infancia, y le reveló que realmente quería ser padre, y después de pensarlo mucho, ella accedió a darle un hijo, ya que ella también quería ser madre. En su única relación con una mujer, engendró a su hijo, a quien registró como Vitor Áquila Nascimento de Lima, nacido en 1996. Ese mismo año adoptó al bebé recién nacido de otra amiga, quien no pudo criarlo. El niño fue bautizado como Wagner Lima Silva.
A lo largo de su vida comenzó a identificarse más fuertemente con el género femenino y comenzó a utilizar accesorios femeninos durante el día y la noche, no solo en sus actuaciones drag. A los 28 años, en 1998, se licenció en periodismo, y a través de la extensa investigación realizada en su monografía de conclusión del curso, que trataba sobre la transexualidad en los medios de comunicación, empezó a percibirse como una mujer transexual, y tras asistir a sesiones de psicoterapia para aprender más y estar segura de su verdadera identidad, se declaró transexual, pero no quiso someterse a una cirugía de reasignación sexual, ya que nunca tuvo disforia de género y aceptó bien su cuerpo. Otro motivo que le impidió someterse a una cirugía tan invasiva fue el hecho de que tenía un soplo cardíaco desde pequeña, lo que haría que la cirugía fuera muy riesgosa. En ese momento tenía implantes mamarios, pero aún no tenía los medios económicos para iniciar un tratamiento hormonal o someterse a una cirugía plástica. Ese mismo año, acudió a los tribunales para cambiar su nombre y reconocer su género como femenino. Tras un proceso de diez años, ganó en 2008, y posteriormente rectificó toda su documentación y su certificado de nacimiento, convirtiéndose oficialmente en mujer trans.
En 2010 se sometió a una cirugía de feminización en la que remodeló su rostro, transformando sus rasgos más destacados, como la frente, la nariz y el mentón, haciéndolos armoniosamente más femeninos. Además de estos procedimientos estéticos, realizó algunas cirugías plásticas, como rinoplastia, liposucción, ritidectomía y abdominoplastia.
En 2012, completó su posgrado en periodismo político, y admitió en una entrevista con TV Fama que ya había iniciado su terapia hormonal, y tenía más de diez sesiones de tratamiento para su transición completa de género. El último, un trasplante de cabello, ese mismo año. Durante el reality A Fazenda 5, admitió que tuvo una infancia traumática, debido al maltrato que sufrió por parte de algunos familiares, y al acoso psicológico que sufrió en la escuela, pues era un niño muy delicado para los estándares sexistas de la época.
En 2014, empezó a salir con el profesor de artes marciales Chico Campadello. Al año siguiente se comprometieron y en 2016 se mudaron juntos. Ese mismo año, su prometido estuvo en coma durante un mes, tras complicaciones de una cirugía de liposucción. Luego de que Chico se recuperara, en junio la pareja oficializó su unión y la celebró en una ceremonia religiosa, en una iglesia inclusiva. En entrevistas reveló que la pareja sufrió prejuicios, pues su esposo, quien estaba separado y tiene una hija, dice ser un hombre heterosexual, no homosexual. Léo siempre lo defendió, informándole que ella es una mujer, y que él se había enamorado de su alma y de su figura femenina. El 1 de noviembre de 2022, Léo anunció su separación de Chico luego de 8 años juntos; según ella, el motivo de la ruptura fue por "incompatibilidad de horarios".

## Formación académica
Léo es licenciada en periodismo por la Universidad Anhembi Morumbi y tiene posgrado en Periodismo Político por la PUC-SP.

## Trayectoria profesional

### Artística
Como artista, Léo inicialmente se hizo conocida por sus actuaciones en clubes nocturnos LGBT y por sus controvertidas apariciones en televisión. Comenzó a actuar como el Robô Léo en el programa Mara Maravilha Show, de la Rede Record, habiendo sido muy ayudada por Mara. Ya ha lanzado varias canciones, actualmente disponibles en videos musicales en su canal de YouTube.

### Periodismo
Como periodista, siguió su carrera como reportera para varios programas, entre ellos Noite Afora presentado por Monique Evans y Bom Dia Mulher dirigido por Olga Bongiovanni (ambos de RedeTV!). En 2012 fue reportera del Balanço Geral de la Rede Record. En 2012, formó parte del elenco de la quinta edición del reality show A Fazenda, de la Rede Record, y obtuvo el tercer lugar del concurso, además de un auto nuevo.

### Política
En las elecciones de 2006 se postuló para la Asamblea Legislativa por PR, pero no pudo ser elegida. Sin embargo, obtuvo un número importante de votos: 21.778.
En las elecciones de 2010 obtuvo 14.382 votos por el PTB para el mismo cargo, cifra que tampoco le permitió ser electa.
En las elecciones de 2014 obtuvo 29.695 votos por el PSL para la Cámara de Diputados por São Paulo, pero no pudo volver a entrar en política.
En las elecciones de 2016, se presentó a la elección de concejala de São Paulo por el PTN y obtuvo 5.146 votos, no siendo nuevamente elegida.
En las elecciones de 2022 se postuló para diputada federal por el MDB y obtuvo 16.678 votos, no logrando ser elegida.

## Carrera artística

### Televisión
| Año     | Programa               | Función                        | Canal    |
| ------- | ---------------------- | ------------------------------ | -------- |
| 1996    | Mara Maravilha Show    | "Robô Leo"                     | RecordTV |
| 2001–04 | Noite Afora            | Coanfitriona y reportera       | RedeTV!  |
| 2007–09 | Bom Dia Mulher         | Reportera                      | RedeTV!  |
| 2007–09 | TV Fama                | Reportera                      | RedeTV!  |
| 2012    | A Fazenda 5            | Partícipe (3er plaza)          | RecordTV |
| 2012    | Balanço Geral SP       | Reportera                      | RecordTV |
| 2014    | Legendários            | Socia e invitada               | RecordTV |
| 2016–17 | Bastidores do Carnaval | Reportera                      | RedeTV!  |
| 2018–21 | A Tarde É Sua          | Columnista de "Roda da Fofoca" | RedeTV!  |
| 2021    | A Fazenda 13           | Comentarista                   | RecordTV |

### Cine[19]
| Año  | Película                             | Personaje                       | Nota  |
| ---- | ------------------------------------ | ------------------------------- | ----- |
| 2006 | Falsa Loura                          | Antero dos Santos Junior (Tetê) | [ 6 ] |
| 2016 | Porta dos Fundos: Contrato Vitalício | Travesti                        |       |

### Teatro
| Año  | Obra                               | Personaje    | Nota  |
| ---- | ---------------------------------- | ------------ | ----- |
| 2008 | Moscas Mortas num Copo de Conhaque | Fuego Eterno | [ 6 ] |

### Radio
| Año       | Programa | Función      | Canal               | Nota   |
| --------- | -------- | ------------ | ------------------- | ------ |
| 2009–2011 | Chupim   | Coanfitriona | Radio Metropolitana | [ 20 ] |

### Internet
| Año           | Título      | Función      | Plataforma |
| ------------- | ----------- | ------------ | ---------- |
| 2010-presente | Léo Áquilla | Presentadora | YouTube    |

### Discografía[21]
1. Abracadabra
2. Aqui Pra Você
3. Belíssima
4. Camaleoa
5. Eu Vou Lutar
6. I Love New York
7. I'm Luxurious
8. It's Over, Baby
9. Miga Sua Loka
10. Mundo Cor de Rosa
11. No Passo da Mona
12. Princesinha da Favela
13. Se Joga, Pintosa, Põe Rosa
14. Se toca, Bixona! O Rosa, é Cafona!
15. Shine Tonight
16. The Mask
17. Vaza[22]